# 馬里快運航空
馬里快運航空是一間以馬里巴馬科為基地的航空公司。機場樞紐為巴馬科國際機場。

## 目的地
馬里快運航空的航點如下：
- 馬里廷巴克圖
- 馬里莫普提
- 馬里加奧
- 馬里卡伊
- 塞內加爾達喀爾
- 幾內亞科納克里

## 機隊
馬里快運航空的機隊如下：
- 2架薩博340
- 1架比奇1900C
- 1架塞斯納421

## 外部連結
- 馬里快運航空 （页面存档备份，存于）
- 馬里快運航空機隊